# Feldflur bei Limburg
Feldflur bei Limburg este o arie protejată (arie de protecție specială avifaunistică — SPA) din Germania întinsă pe o suprafață de 715,76 ha, integral pe uscat.

## Localizare
Centrul sitului Feldflur bei Limburg este situat la coordonatele 50°22′48″N 8°09′54″E / 50.38°N 8.165°E.

## Înființare
Situl Feldflur bei Limburg a fost declarat arie de protecție specială avifaunistică în noiembrie 2004 pentru a proteja 6 specii de animale.

## Biodiversitate
Situată în ecoregiunea continentală, aria protejată nu include niciun habitat protejat.
La baza desemnării sitului se află mai multe specii protejate de  păsări (6): Charadrius morinellus, erete vânăt (Circus cyaneus), prepeliță (Coturnix coturnix), Grus grus grus, ploier auriu (Pluvialis apricaria), nagâț (Vanellus vanellus).